# Lithe (artista)
Josiah Ramel, conocido profesionalmente como Lithe, es un rapero, cantautor y productor discográfico australiano. Lithe ganó popularidad con su sencillo de 2024, " Fall Back ", que recibió dos remixes: uno con el rapero de Canadá Nav y otro con el rapero de Estados Unidos, Lil Tjay .   

## Discografía

### Sencillos en las listas
| Título         | Año  | Posiciones máximas en el gráfico | Posiciones máximas en el gráfico | Posiciones máximas en el gráfico | Posiciones máximas en el gráfico | Posiciones máximas en el gráfico    | Posiciones máximas en el gráfico | Posiciones máximas en el gráfico | Posiciones máximas en el gráfico | Posiciones máximas en el gráfico | Certificaciones  | Álbum        |
| Título         | Año  | Australia                        | Autor                            | Francia                          | Alemania                         | LND (Lenguaje Nacional Democrático) | Nueva Zelanda Caliente           | POR                              | ISL                              | Reino Unido                      | Certificaciones  | Álbum        |
| -------------- | ---- | -------------------------------- | -------------------------------- | -------------------------------- | -------------------------------- | ----------------------------------- | -------------------------------- | -------------------------------- | -------------------------------- | -------------------------------- | ---------------- | ------------ |
| " Retroceder " | 2024 | 56                               | 27                               | 108                              | 28                               | 91                                  | —                                | 81                               | 21                               | 58                               | - ARIA : Platino | ¿Qué harías? |
| "Toca fuerte"  | 2024 | —                                | —                                | —                                | —                                | —                                   | 22                               | —                                | —                                | —                                |                  |              |

## Premios y nominaciones

### Premios de música ARIA
Los premios ARIA Music Awards son ceremonias anuales presentadas por la Asociación Australiana de la Industria Discográfica (ARIA), que reconocen la excelencia, la innovación y los logros en todos los géneros de la música de Australia . Dieron incio en el año 1987.
 
Los premios J Awards son una serie anual de premios musicales australianos que fueron establecidos por la estación de radio enfocada en los jóvenes Triple J de la Australian Broadcasting Corporation . Comenzaron en 2005.